# Zawyet el-Aryan

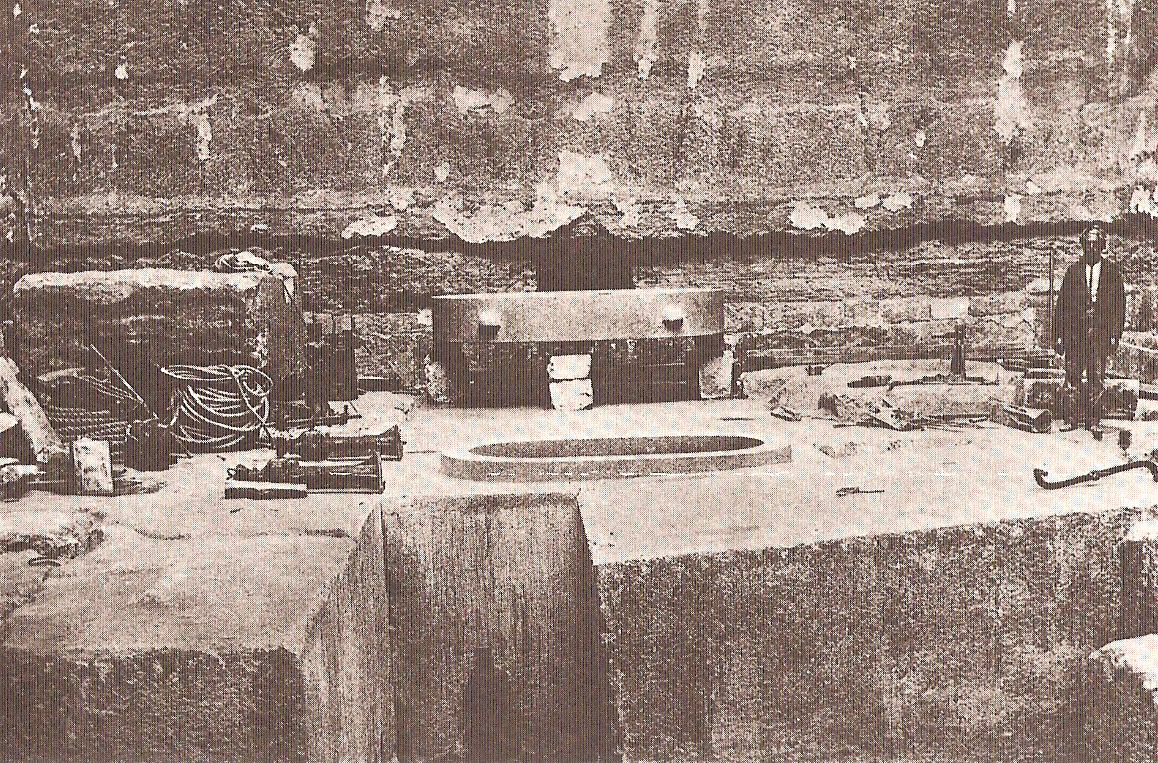
Sarcófago ovalado de la pirámide inacabada en Zawyet el-Arian. Fotografía de 1905.

Zawyet el-Arian es una población egipcia, localizada entre Guiza y Abusir.
Al oeste del pueblo, dentro de la zona desértica, existe una necrópolis que lleva el mismo nombre; en ésta se encuentran dos complejos de pirámide y excepcionalmente sólo estos dos complejos, y poco más.
Se denominan actualmente: la pirámide estratificada y la pirámide septentrional.
La pirámide estratificada se atribuye al faraón Jaba y quedó sin terminar debido a su breve reinado; de tipo escalonada con unos 83 metros de lado y veinte metros de altura. En torno a la pirámide hay 32 pequeñas cámaras-almacén.
El segundo complejo, otra estructura en ruinas, no ha sido explorado ni excavado intensivamente. Se atribuye la pirámide septentrional a Nebkara, cuya base mide 110 m de ancho por 180 m de largo, pues tiene inscripciones en varios bloques de Neferkara o Nebkara, Nebka. 
N. Swelim fecha esta construcción al final de la dinastía III, rechazando la cronología propuesta por Lauer para esta pirámide que la data en la dinastía IV.